# Europees kampioenschap schaatsen vrouwen 1984
De negende editie van het Europees kampioenschap schaatsen voor vrouwen, georganiseerd door de Internationale Schaatsunie (ISU), werd op 14 en 15 januari 1984 voor de tweede keer verreden op de natuurijsbaan Medeo nabij Almaty in de Sovjetrepubliek Kazachstan. Het kampioenschap werd verreden over de kleine vierkamp (500-3000-1500-5000 meter).

## Deelname
Zesentwintig deelneemsters uit tien landen namen aan dit kampioenschap deel. Negen landen, Nederland (4), de DDR (4), Sovjet-Unie (4), Noorwegen (3), Finland (2), Italië (2), Polen (2), West-Duitsland (2) en Zweden (2) waren ook vertegenwoordigd op het EK in 1983. Hongarije werd na 1971 en 1974 voor de derde keer vertegenwoordigt. Frankrijk en Zwitserland, in 1983 nog present, ontbraken dit jaar. Elf vrouwen maakten hun debuut op het EK.
De Oost-Duitse Gabi Schönbrunn werd de vijfde vrouw die de Europese titel veroverde, ze werd de opvolgster van haar landgenote Andrea Schöne-Mitscherlich. Op het erepodium werd ze geflankeerd door de twee Sovjetrussinnen Valentina Lalenkova-Golovenkina op plaats twee en Olga Plesjkova op plaats drie.
Net als op het EK van 1983 eindigde geen van de Nederlandse deelneemsters in de top tien. Drie Nederlandse vrouwen namen deel aan de afsluitende vierde afstand. Debutante Yvonne van Gennip werd elfde, Thea Limbach twaalfde en Ina Steenbruggen werd dertiende. Alie Boorsma eindigde op de achttiende plaats.
Net als op het EK van 1983 wist de Nederlandse afvaardiging geen afstandsmedaille te behalen. De Poolse Erwina Ryś-Ferens won haar eerste medaille, brons op de 500 meter. Het was ook de eerste medaille voor Polen op acht EK deelnames.

## Afstandmedailles
| Afstand | Goud                            | Zilver          | Brons                           |
| ------- | ------------------------------- | --------------- | ------------------------------- |
| 500m    | Valentina Lalenkova-Golovenkina | Natalia Kuimova | Erwina Ryś-Ferens               |
| 1500m   | Olga Plesjkova                  | Gabi Schönbrunn | Valentina Lalenkova-Golovenkina |
| 3000m   | Gabi Schönbrunn                 | Sabine Brehm    | Valentina Lalenkova-Golovenkina |
| 5000m   | Gabi Schönbrunn                 | Olga Plesjkova  | Sabine Brehm                    |

## Klassement
Achter de namen staat tussen haakjes bij meervoudige deelname het aantal deelnames.
| #      | Naam                                | Punten  | 500m       | 3000m        | 1500m        | 5000m        |
| ------ | ----------------------------------- | ------- | ---------- | ------------ | ------------ | ------------ |
| Goud   | Gabi Schönbrunn (4)                 | 174,710 | 42,49 (8)  | 4.26,14 (1)  | 2.05,76 (2)  | 7.39,44 (1)  |
| Zilver | Valentina Lalenkova-Golovenkina (2) | 176,002 | 40,73 (1)  | 4.30,83 (2)  | 2.06,23 (3)  | 8.00.58 (7)  |
| Brons  | Olga Plesjkova (2)                  | 177,438 | 43,32 (18) | 4.33,92 (5)  | 2.04,98 (1)  | 7.46,95 (2)  |
| 4      | Sabine Brehm (2)                    | 177,445 | 42,86 (13) | 4.29,41 (2)  | 2.08,94 (9)  | 7.47,04 (3)  |
| 5      | Natalia Kuimova                     | 178,345 | 40,99 (2)  | 4.38,86 (11) | 2.06,81 (5)  | 8.06,09 (8)  |
| 6      | Erwina Ryś-Ferens (5)               | 178,763 | 41,09 (3)  | 4.36,28 (8)  | 2.08,81 (8)  | 8.06,91 (9)  |
| 7      | Annette Carlén-Karlsson (4)         | 179,002 | 42,60 (10) | 4.38,01 (9)  | 2.06,76 (4)  | 7.58,14 (5)  |
| 8      | Bjørg Eva Jensen (4)                | 179,076 | 42,60 (10) | 4.33,43 (4)  | 2.08,61 (7)  | 8.00,35 (6)  |
| 9      | Svetlana Katsjuk (4)                | 180,655 | 41,96 (4)  | 4.35,58 (7)  | 2.09,52 (10) | 8.15,92 (14) |
| 10     | Andrea Schulze                      | 180,920 | 43,65 (20) | 4.34,92 (6)  | 2.12,05 (15) | 7.54,34 (4)  |
| 11     | Yvonne van Gennip                   | 182,164 | 42,73 (12) | 4.38,79 (10) | 2.06,92 (6)  | 8.26,63 (16) |
| 12     | Thea Limbach (2)                    | 183,305 | 43,07 (14) | 4.43,49 (13) | 2.10,90 (11) | 8.13,54 (13) |
| 13     | Ina Steenbruggen (3)                | 183,378 | 43,12 (15) | 4.46,25 (15) | 2.11,45 (13) | 8.07,34 (10) |
| 14     | Heike Schalling                     | 184,591 | 44,18 (23) | 4.42,31 (12) | 2.12,41 (16) | 8.12,24 (12) |
| 15     | Miriam Heruth                       | 185,902 | 43,97 (22) | 4.47,89 (16) | 2.11,65 (14) | 8.20,68 (15) |
| 16     | Angelika Haßmann (2)                | 187,617 | 45,93 (26) | 4.45,41 (14) | 2.15,23 (23) | 8.10,43 (11) |
| NC17   | Lilianna Morawiec                   | 134,976 | 42,23 (5)  | 4.54,66 (20) | 2.10,91 (12) | 8.20,68 (15) |
| NC18   | Alie Boorsma (4)                    | 135,068 | 42,47 (7)  | 4.47,99 (17) | 2.13,80 (17) |              |
| NC19   | Aila Tartia (4)                     | 136,231 | 43,24 (17) | 4.48,01 (18) | 2.14,97 (19) |              |
| NC20   | Edel Therese Høiseth (2)            | 137,407 | 42,43 (6)  | 4.59,95 (23) | 2.14,96 (18) |              |
| NC21   | Jasmin Krohn                        | 138,321 | 44,67 (24) | 4.48,75 (19) | 2.16,58 (21) |              |
| NC22   | Emese Hunyady                       | 139,466 | 43,18 (16) | 4.59,10 (21) | 2.19,31 (22) |              |
| NC23   | Maila Lehtimäki (2)                 | 139,954 | 43,47 (19) | 4.59,35 (22) | 2.19,78 (24) |              |
| NC24   | Marzia Peretti                      | 140,129 | 42,54 (9)  | 5.04,42 (24) | 2.20,56 (25) |              |
| NC25   | Fanny Cadau                         | 142,479 | 43,93 (21) | 5.12,10 (26) | 2.19,60 (23) |              |
| NC26   | Minna Nystedt                       | 143,968 | 45,65 (25) | 5.07,35 (25) | 2.21,28 (26) |              |

vet = kampioenschapsrecord